# Soame Jenyns (scriitor)
A nu se confunda cu Soame Jenyns (istoric de artă) (1904 - 1976)!
Soame Jenyns (n. 1 ianuarie 1704 - d. 18 decembrie 1787) a fost un scriitor englez.
În 1742 a fost ales ca deputat în Parlament.

## Scrieri
- 1727: Art of Dancing
- 1770: Miscellanies
- 1756: Free Inquiry into the Nature and Origin of Evil .